# Casnigo
Casnigo (lombardul: Casnìch) település Olaszországban, Lombardia régióban, Bergamo megyében. Lakosainak száma 3049 fő (2023. január 1.). Casnigo Cene, Gandino, Cazzano Sant’Andrea, Fiorano al Serio, Vertova, Colzate, Ponte Nossa és Gorno községekkel határos.

## Népesség
A település népessége az elmúlt években az alábbi módon változott:
| Lakosok száma | 3233 | 3221 | 3049 |
|               | 2017 | 2018 | 2023 |